# Racemobambos
Genre
Racemobambos est un genre de plantes de la famille des Poaceae. Il a été décrit en 1956 par Richard Eric Holttum dans  The Gardens' Bulletin Singapore. L'espèce type est Racemobambos gibbsiae.

## Liste d'espèces
Selon Catalogue of Life (29 août 2015) :
- Racemobambos celebica S.Dransf.
- Racemobambos ceramica S.Dransf.
- Racemobambos congesta (Pilg.) Holttum
- Racemobambos gibbsiae (Stapf) Holttum
- Racemobambos glabra Holttum
- Racemobambos hepburnii S.Dransf.
- Racemobambos hirsuta Holttum
- Racemobambos hirta Holttum
- Racemobambos holttumii S.Dransf.
- Racemobambos kutaiensis S.Dransf.
- Racemobambos multiramosa Holttum
- Racemobambos novohibernica S.Dransf.
- Racemobambos pairinii K.M.Wong
- Racemobambos raynalii Holttum
- Racemobambos rigidifolia Holttum
- Racemobambos rupicola Widjaja
- Racemobambos schultzei (Pilg.) Holttum
- Racemobambos sessilis Widjaja
- Racemobambos setifera Holttum

Selon World Checklist of Selected Plant Families (WCSP) (29 août 2015) :
- Racemobambos celebica S.Dransf. (1992)
- Racemobambos ceramica S.Dransf. (1980)
- Racemobambos congesta (Pilg.) Holttum (1967)
- Racemobambos gibbsiae (Stapf) Holttum (1956)
- Racemobambos glabra Holttum (1956)
- Racemobambos hepburnii S.Dransf. (1983)
- Racemobambos hirsuta Holttum (1956)
- Racemobambos hirta Holttum (1967)
- Racemobambos holttumii S.Dransf. (1983)
- Racemobambos kutaiensis S.Dransf. (1983)
- Racemobambos multiramosa Holttum (1967)
- Racemobambos novohibernica S.Dransf. (1983)
- Racemobambos pairinii K.M.Wong (1992)
- Racemobambos raynalii Holttum, Adansonia, n.s. (1975)
- Racemobambos rigidifolia Holttum (1956)
- Racemobambos rupicola Widjaja (1997)
- Racemobambos schultzei (Pilg.) Holttum (1967)
- Racemobambos sessilis Widjaja (1997)
- Racemobambos setifera Holttum (1956)

Selon NCBI (29 août 2015) :
- Racemobambos gibbsiae
- Racemobambos hepburnii
- Racemobambos yunnanensis

Selon The Plant List (29 août 2015) :
- Racemobambos celebica S.Dransf.
- Racemobambos ceramica S.Dransf.
- Racemobambos congesta (Pilg.) Holttum
- Racemobambos gibbsiae (Stapf) Holttum
- Racemobambos glabra Holttum
- Racemobambos hepburnii S.Dransf.
- Racemobambos hirsuta Holttum
- Racemobambos hirta Holttum
- Racemobambos holttumii S.Dransf.
- Racemobambos kutaiensis S.Dransf.
- Racemobambos multiramosa Holttum
- Racemobambos novohibernica S.Dransf.
- Racemobambos pairinii K.M.Wong
- Racemobambos raynalii Holttum
- Racemobambos rigidifolia Holttum
- Racemobambos rupicola Widjaja
- Racemobambos schultzei (Pilg.) Holttum
- Racemobambos sessilis Widjaja
- Racemobambos setifera Holttum

Selon Tropicos (29 août 2015) (Attention liste brute contenant possiblement des synonymes) :
- Racemobambos celebica S. Dransf.
- Racemobambos ceramica S. Dransf.
- Racemobambos ciliata (A. Camus) C.S. Chao & Renvoize
- Racemobambos clarkei K. Kumar
- Racemobambos congesta (Pilg.) Holttum
- Racemobambos gibbsiae (Stapf) Holttum
- Racemobambos glabra Holttum
- Racemobambos hepburnii S. Dransf.
- Racemobambos hirsuta Holttum
- Racemobambos hirta Holttum
- Racemobambos holttumii S. Dransf.
- Racemobambos kutaiensis S. Dransf.
- Racemobambos mannii (Gamble) Campbell
- Racemobambos microphylla (J.R. Xue & T.P. Yi) Keng f. & T.H. Wen
- Racemobambos multiramosa Holttum
- Racemobambos novohibernica S. Dransf.
- Racemobambos prainii (Gamble) Keng f. & T.H. Wen
- Racemobambos raynalii Holttum
- Racemobambos rigidifolia Holttum
- Racemobambos rupicola Widjaja
- Racemobambos schultzei (Pilg.) Holttum
- Racemobambos sessilis Widjaja
- Racemobambos setifera Holttum
- Racemobambos tessellata Holttum
- Racemobambos yunnanensis T.H. Wen